# Palm Towers
 (janvier 2020).
Pour les articles homonymes, voir Palm.

Les Palm Towers sont deux gratte-ciel jumeaux de 244 mètres construits en 2011 au Qatar.